# Katja Wunderlich
Katja Wunderlich (* 1971 oder 1972 im Landkreis Neustadt an der Aisch-Bad Windsheim) ist eine deutsche Hörfunk- und Fernsehmoderatorin.

## Werdegang
Wunderlich aus Franken machte 1991 an der Christian-von-Bomhard-Schule in Uffenheim Abitur.
Sie begann ihre journalistische Tätigkeit 1993 als Volontärin beim Nürnberger Privatradio Radio Gong 97,1, wo sie bis 1997 als Moderatorin, Nachrichtensprecherin und stellvertretende Programmchefin tätig war. Seit 1998 arbeitet sie für den Bayerischen Rundfunk. Aktuell moderiert sie beim Hörfunksender Bayern 3 im Wechsel mit Simone Faust den Nachmittag.
Gemeinsam mit Thomas Anders übernahm sie 2009 im deutschen Fernsehen die Moderation der Sendung Countdown für Moskau im Ersten, 2010 moderierte sie an der Seite von Christoph Süß die Verleihung des Bayerischen Filmpreises und war zudem als Moderatorin von Großveranstaltungen und Events im Einsatz.
Seit 2012 präsentierte sie den Sport bei den ARD-Tagesthemen und sitzt seit 2017 bei Sky Sport News HD vor der Kamera. Katja Wunderlich war die erste weibliche Stadionsprecherin der Bundesliga bei Heimspielen des 1. FC Nürnberg. Zwischen August 2020 und März 2021 moderierte sie ihren eigenen Podcast Katjas Kosmos.
Zudem coacht Katja Wunderlich in Sachen Moderation und Präsentation.

## Privates
Sie war mit Markus Othmer verheiratet, der früher ebenfalls bei Bayern 3 und als Nürnberger Stadionsprecher aktiv war und mittlerweile für die ARD-Sportschau kommentiert. Mit ihm hat sie zwei Kinder. Nach 13 Jahren Ehe trennte sich das Paar 2013, was Othmer in der BR-Sendung Mensch, Otto! bestätigte. Zwischenzeitlich war Wunderlich mit Clemens Heinle liiert. Sie lebt in München.